# عقاب صحرایی
عقاب صحرایی، عقاب دشتی یا عقاب استپی (نام علمی: Aquila nipalensis) یک پرنده شکاری از تیرهٔ بازان است. این پرنده در ایران نیز به صورت مهاجر یافت می‌شود و از پرندگانِ حفاظت شده است.
این پرنده ۷۵ سانتیمتر طول دارد. پرنده بالغ به رنگ قهوه‌ای تیره، با پوشش متنوع زیربال، شبیه قسمت‌های دیگر بدن یا کمرنگ‌تر از ان دیده می‌شود. زیر بال یکدست و بل پرهای پروازی کمرنگ تر یا پرنگ تر از ان، و نوارهای تیره پهن در حاشیه انتهایی بالها، که حاشیه سرشانه و پیش بال تیره رنگ است دیده می‌شود.
در گذشته، گونهٔ عقاب دشتی (نام علمی: Aquila rapax) دو گونه کنونی «عقاب صحرایی» و «عقاب خاکی» را دربر می‌گرفت ولی سپس پرنده‌شناسان این دو گونه را از هم جدا کردند.
زیستگاه: این پرنده در نواحی باز و استپ‌های نیمه‌بیابانی و کوهپایه‌ها، نزدیک تالاب‌ها، و نزدیک زباله‌دانی شهرهای درون بیابان به سر می‌برد.

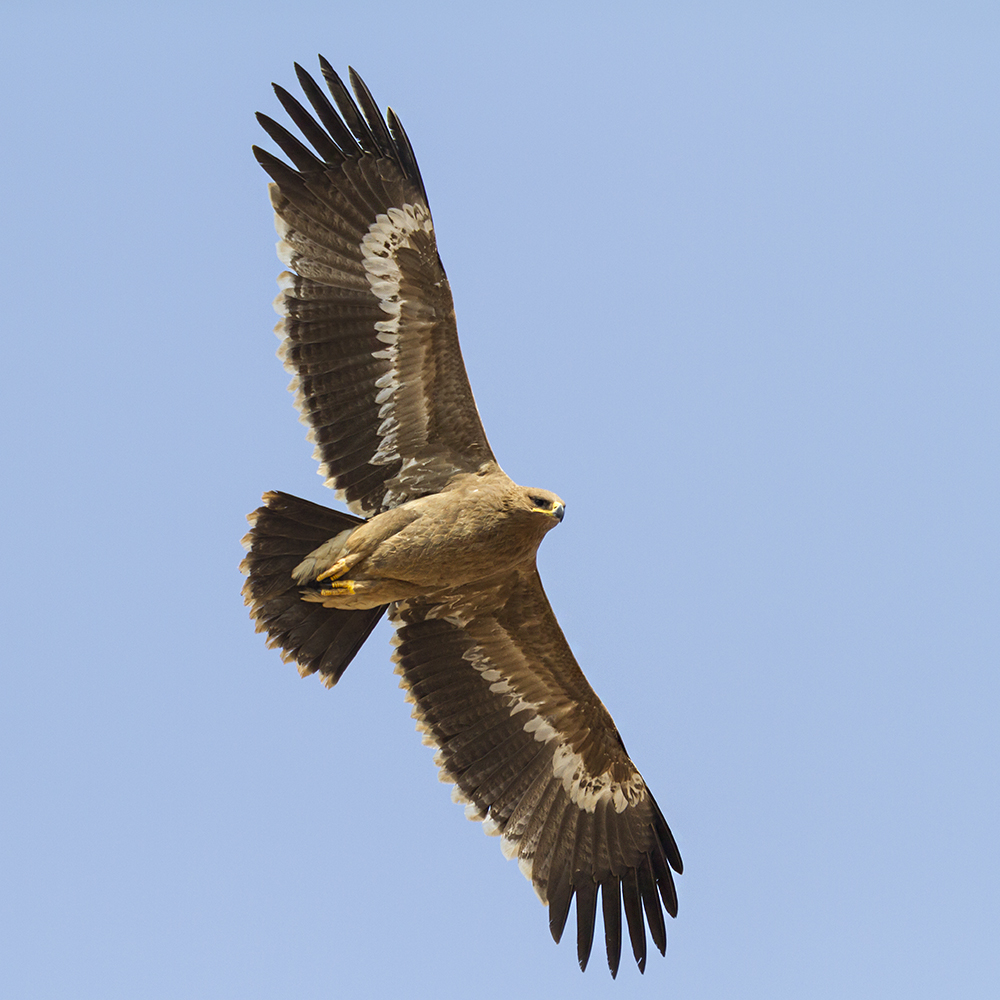
عقاب صحرایی در حال پرواز

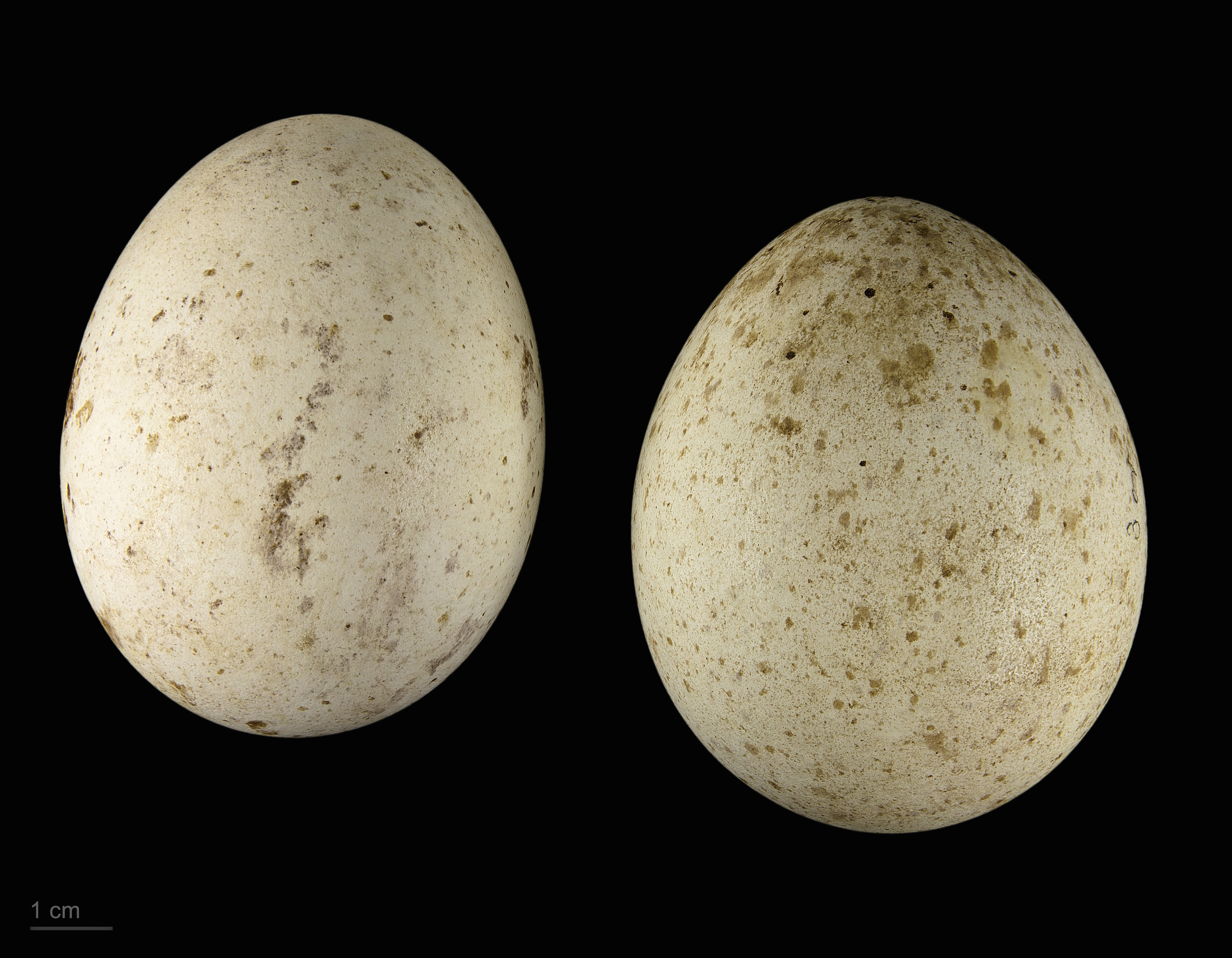
Aquila nipalensis